# ネスカフェ バリスタ
ネスカフェ ゴールドブレンド バリスタ（NESCAFE GOLDBLEND Barista）は、ネスカフェブランドを展開するネスレ日本が開発した世界初のレギュラーソリュブルフリーズドライコーヒー（インスタントコーヒー）専用電気コーヒー沸器（コーヒーサーバーまたはバリスタマシン）。2009年（平成21年）4月販売開始。型番はPM9630。発売当初の商品名はネスカフェ バリスタ（NESCAFE Barista）だったが、2012年8月以降の製造出荷分より現在の商品名となった。販売実績は2014年5月末現在で約200万台。
日本以外では2012年より「ネスカフェ アレグリア」（NESCAFÉ Alegria）の名称で展開されている。本記事では主に日本国内での展開について記述する。

## 製品概要
緑色に点灯している抽出ボタン（抽出中は点滅）とその周辺の5つのボタンを押すことで様々な味のコーヒーを楽しめる。
本体上部にネスカフェ ゴールドブレンドおよびネスカフェ 香味焙煎、ネスカフェ プレジデントのネスカフェ ゴールドブレンド バリスタ専用「エコ&システムパック」（詰め替え用パック）を入れるコーヒータンクがあり、押し込むことで簡単に詰め替えられる。後部にはウォータータンクがあり、水を入れることでホットコーヒーが飲める。着せ替えもでき、外付きのパネル（シルバー、レッド、オレンジの3色）が別売りで販売されている。
カプチーノ（後述するゴールドブレンド バリスタ シンプルを除く）とカフェラテを作る際、勢いよく熱湯が噴出する機能がついておりあらかじめカップに注いだミルクを泡立てるようになっている。また、DuoとDuo+に限りクリーマータンクを搭載し専用のクリーミングパウダー（バリスタDuo用ネスレブライト、バリスタDuo用ネスレブライトエクスクリーミー）を用いミルクフォームを生成できるようになっている。
後部のウォータータンクは通常800ml（無印のゴールドブレンド バリスタ(初代のPM9630、2代目のHPM9631/SPM9631を問わず)、およびゴールドブレンド バリスタ 50[Fifty]での場合。ゴールドブレンド バリスタ TAMAとゴールドブレンド バリスタ i、ゴールドブレンド バリスタ シンプル、ゴールドブレンド バリスタ Wは各1,000ml）のものがセットされるが、各機種オプションのタンクキットを購入することで最大2,000mlに拡張することも可能（日本国外タイプのアレグリアでは最初から2,000mlのタンクが装備されている）。
2013年9月1日には「ネスカフェ ゴールドブレンド バリスタ」が改良され、2代目モデルとなる。型番がHPM9631（家電量販店専売モデル）、およびSPM9631（通常モデル）。電源スイッチの位置が本体左側面下部から前面パネルの操作ボタンの中心部に変更されたほか、操作ボタンの形状が大型化され、新機能として電源のオートシャットオフ機能が装備された。
2014年10月1日には、その上位モデルとして「ネスカフェ ゴールドブレンド バリスタ TAMA」(メーカー希望小売価格・税別9,260円。以下バリスタ TAMA)を発売。型番はHPM9633（家電量販店専売モデル）、およびSPM9633（通常モデル）。名称は多摩美術大学とのコラボレーションであることと、デザインがコーヒー豆をイメージさせる丸みを帯びたデザインであることに由来する。新機能として本体内部のウォーターパイプ、およびコーヒー抽出ノズルのクリーニング（洗浄）機能が装備された。これに伴い、既存の「ネスカフェ ゴールドブレンド バリスタ」はバリスタ TAMAの廉価版（普及版）として位置付けられ、更に2015年9月1日よりメーカー希望小売価格が大幅に引き下げられた(税別5,537円に引き下げ)。
2016年10月1日には、既存の「ネスカフェ ゴールドブレンド バリスタ TAMA」をベースにバリスタ本体にBluetoothインターフェースを搭載した最上級機種の「ネスカフェ ゴールドブレンド バリスタ i」が発売された（メーカー希望小売価格・税別7,389円）。型番はHPM9635（家電量販店専売モデル）、およびSPM9635（通常モデル）。なお、「バリスタ i」は同年9月20日に配信を開始したスマートフォン用アプリの「ネスカフェ アプリ」（iOS/Android）と連携可能となっており、コーヒーの濃さや泡立ちをユーザーが自らアレンジし、レシピを「お気に入り」として登録しておくと、自宅や職場の「バリスタ i」で自分好みのコーヒーがいつでも楽しむことができ、また家族や友人を「友達リスト」に登録しておけば、その人がいつコーヒーを飲んだかが分かるため、家族と離れて暮らしている場合の安否確認（GPS機能連動対応）などにも使用できる。
2017年9月1日には既存の「ネスカフェ ゴールドブレンド バリスタ i」をベースに小型化したネスカフェ ゴールドブレンド発売50周年記念モデルの「ネスカフェ ゴールドブレンド バリスタ 50[フィフティ/Fifty]」が発売された（期間限定本体色のシャンパンゴールドのみ同年10月1日発売。メーカー希望小売価格・税別8,315円(通常モデルのみメーカー希望小売価格・税別7,389円)）。型番はHPM9634（家電量販店専売モデル）、およびSPM9634（通常モデル）。上記の「バリスタ i」同様スマートフォン用アプリの「ネスカフェ アプリ」（iOS/Android）との連携機能は継続されているが、「バリスタ i」との相違点としてウォータータンクの容量が1,000mlから800mlに減量されたほか、対応するコーヒーメニューの一つであるエスプレッソコーヒーのみ、「ネスカフェ アプリ」を使用しない場合に限り非対応となる点が挙げられる。なお、2020年10月1日よりメーカー希望小売価格が改訂され、税込み7,091円に引き下げられた。
2018年9月1日には機能を大幅に簡素化した廉価版にして先述の「ネスカフェ ゴールドブレンド バリスタ」の後継モデルとなる「ネスカフェ ゴールドブレンド バリスタ シンプル」が発売された（メーカー希望小売価格・税別4,612円）。型番はHPM9636（家電量販店専売モデル）、およびSPM9636（通常モデル）。上記の「バリスタ 50[フィフティ/Fifty]」同様スマートフォン用アプリの「ネスカフェ アプリ」（iOS/Android）との連携機能とクリーニング（洗浄）機能はそれぞれ継続されているが、「バリスタ 50」との相違点としてウォータータンクの容量が800mlから1,000mlに増量されているほか、エコ&システムパックの買い忘れの際の操作ミスを防ぐ「残量通知機能」が搭載される。またこの機種に限り、対応するコーヒーメニューはブラックコーヒーとカフェラテのみとなる。
2019年11月1日にはシリーズ最上級モデルの「ネスカフェ ゴールドブレンド バリスタ Duo[デュオ]」が発売された（メーカー希望小売価格・税込14,800円→税込22,220円）。型番はHPM9637（家電量販店専売モデル）、およびSPM9637（通常モデル）。
2020年10月1日には「ネスカフェ ゴールドブレンド バリスタ i」、および「ネスカフェ ゴールドブレンド バリスタ 50」の後継モデルとなる「ネスカフェ ゴールドブレンド バリスタ W[ダブリュー]」が発売された（メーカー希望小売価格・税込8,778円→税込10,980円）。型番はHPM9638（家電量販店専売モデル）、およびSPM9638（通常モデル）。このモデルではゴールドブレンド バリスタシリーズ史上初となるWi-Fiによるインターネット接続に対応しており、更に「ネスカフェ アプリ」と併用時にコーヒーを抽出した場合に「ネスカフェ ポイント」が貯まり、景品と交換可能なサービスや飲むペースに合わせてコーヒーをお届けする注文サポートサービス「マイペースお届け便」にも対応する。
2021年3月1日には「ネスカフェ ゴールドブレンド バリスタ 50[フィフティ/Fifty]」をマイナーチェンジ（メーカー希望小売価格・税込6,578円→税込9,400円、ただしクリーミーブラウンは税込7,678円、プレミアムブラックとピュアホワイトは税込各11,110円）。型番はHPM9639（家電量販店専売モデル）、およびSPM9639（通常モデル）。
2023年10月1日には「ネスカフェ ゴールドブレンド バリスタ Slim[スリム]」が発売された（メーカー希望小売価格・税込14,850円）。型番はHPM9640（家電量販店専売モデル）、およびSPM9640（通常モデル）。このモデルではゴールドブレンド バリスタシリーズ史上初となる電気ポット機能を搭載しており、バリスタ専用の各種製品を用いた通常メニューに加えて、スティックタイプの各種製品を用いた多彩なドリンクを楽しむことができる。

## 開発の経緯
元々ネスレ日本では、若年層におけるインスタントコーヒー離れの動きに対する対応策を2000年代に入り検討していた。それとは別に各国のネスレ現地法人の首脳が年1回集まる会議において、スイスのネスレ本社から「業務用のコーヒーメーカーを小型化する」技術を利用した商品の企画の話が持ち上がり、この提案に唯一ネスレ日本が前向きな姿勢を示したことから、この2つの動きを統合する形で2004年より開発がスタートした。
開発面では「どうやってインスタントコーヒーをマシンに入れるのか」という点が一番問題になったというが、これは当時開発段階にあったインスタントコーヒーの詰替えパック「ネスカフェ エコ&システムパック」（2008年発売）の技術を転用することでクリア。ただ開発はスイス本社と日本との連携で進めたため、1日200通以上のメールが飛び交う日もあった。日本向けに重視したポイントとしては「内部のパーツが全て洗えること」「温度は高め」「時間は短め（具体的にはカプチーノを1分で抽出できること）」の3点だという。
ネスレ日本では他社が簡単に参入できないように「本体価格は低めに設定し、コーヒーカートリッジの販売で利益を出す」販売戦略を取っており「本体だけでは利益は出ていない」という。

## ラインアップ（2025年5月現在）
★印が付与された商品はマシン無料レンタル対象商品
☆印が付与された商品はマシン有料レンタル専用商品
PM9631系以降は流通ルート（家電量販店・GMS・通信販売など）の違いでH/S/X（XはバリスタW（PM9638系）以降）が付けられるが、機能には差が無く、カラーバリエーションなど細部が異なる程度である。
現行商品
- HPM9637 / SPM9637 ネスカフェ ゴールドブレンド バリスタ Duo[デュオ]（2019年11月 - ）
- HPM9638 / SPM9638 / XPM9638 ネスカフェ ゴールドブレンド バリスタ W[ダブリュー]（2020年10月 - ）★
  - HPM9638TG ネスカフェ ゴールドブレンド バリスタ W[ダブリュー] 阪神タイガースモデル（2022年2月 - 数量限定）[注 5]
- HPM9639 / SPM9639 / XPM9639 ネスカフェ ゴールドブレンド バリスタ 50[フィフティ/Fifty]（2代目）（2021年3月 - ）
- HPM9640 / SPM9640 / XPM9640 ネスカフェ ゴールドブレンド バリスタ Slim[スリム]（2023年10月 - ）★

過去の商品
- PM9630 ネスカフェ バリスタ → ネスカフェ ゴールドブレンド バリスタ（初代）（2009年4月 - 2013年8月）
- HPM9631 / SPM9631 ネスカフェ ゴールドブレンド バリスタ（2代目）（2013年9月 - 2018年9月）
- HPM9633 / SPM9633 ネスカフェ ゴールドブレンド バリスタ TAMA （2014年10月 - 2017年8月）
- HPM9634 / SPM9634 ネスカフェ ゴールドブレンド バリスタ 50[フィフティ/Fifty]（初代）（2017年9月 - 2021年2月）
- HPM9635 / SPM9635 ネスカフェ ゴールドブレンド バリスタ i（2016年10月 - 2018年8月（一般販売）、2018年9月 - 2021年9月(無料レンタル)）★
- HPM9636 / SPM9636 ネスカフェ ゴールドブレンド バリスタ シンプル（2018年9月 - 2022年9月）
- HPM9637 + PM9637D1019 ネスカフェ ゴールドブレンド バリスタ Duo+[デュオプラス]（2019年11月 - 2022年9月） ☆

## 対応エコ&システムパック
(S)印が付与された商品は夏季限定商品
(D)印が付与された商品はゴールドブレンド バリスタ Duo、およびゴールドブレンド バリスタ Duo+専用の対応商品
2025年（令和7年）5月現在の対応商品
- ネスカフェ ゴールドブレンド オリジナル（55g、95g、120g）※120gのみネスレ通販限定商品。
- ネスカフェ ゴールドブレンド コク深め（55g、95g、120g）※120gのみネスレ通販限定商品。
- ネスカフェ ゴールドブレンド 香り華やぐ（95g）
- ネスカフェ ゴールドブレンド カフェインレス（60g）
- ネスカフェ ゴールドブレンド カフェインハーフ（95g）
- ネスカフェ アイスブレンド（95g）(S)
- ネスカフェ 香味焙煎 ひとときの贅沢（95g）
- ネスカフェ プレジデント（60g）
- ネスレ ブライト（110g）(D)
- ネスレ ブライト エクスクリーミー（110g）(D)

過去の対応商品
- ネスカフェ ゴールドブレンド オリジナル（65g、70ｇ、105g、110g）
- ネスカフェ ゴールドブレンド コク深め（65g、70ｇ、105g、110g）
- ネスカフェ ゴールドブレンド 香り華やぐ（55g、65g、105g、120g）※120gのみネスレ通販限定商品。
- ネスカフェ ゴールドブレンド オーガニック（55g）
- ネスカフェ ゴールドブレンド 香り芳醇（50g）
- ネスカフェ ゴールドブレンド オリジン コロンビアブレンド（50g）
- ネスカフェ ゴールドブレンド オリジン ホンジュラスブレンド（50g）
- ネスカフェ ゴールドブレンド アイスコーヒー（50g）(S)
- ネスカフェ 香味焙煎 深煎り（60g）
- ネスカフェ 香味焙煎 中煎り（60g）
- ネスカフェ 香味焙煎 コクの豊潤 深煎り（60g）
- ネスカフェ 香味焙煎 まろやか淡麗 中煎り（60g）
- ネスカフェ 香味焙煎 究み -きわみ-（30g）※百貨店、およびネスレ通販オンラインショップ限定販売商品。
- ネスカフェ 香味焙煎 深み -ふかみ-（55g）
- ネスカフェ 香味焙煎 丸み -まるみ-（55g）
- ネスカフェ 香味焙煎 深み コスタリカブレンド（55g）
- ネスカフェ 香味焙煎 丸み ケニアブレンド（55g）
- ネスカフェ 香味焙煎 濃厚 クンディナマルカ ブレンド（50g）
- ネスカフェ 香味焙煎 鮮やか ルウェンゾリ ブレンド（50g）
- ネスカフェ 香味焙煎 濃厚 ボルカニックブラック ブレンド（50g）
- ネスカフェ 香味焙煎 円やか ジャガーハニー ブレンド（50g）
- ネスカフェ 香味焙煎 鮮やか アフリカンムーン ブレンド（50g）
- ネスカフェ 香味焙煎 豊香 -ゆたか-（50g）
- ネスカフェ 香味焙煎 柔香 -やわらか-（50g）
- ネスカフェ プレジデント（75g）
- ネスカフェ エクセラ バリスタ専用（105g）
- ネスカフェ ロースタリー ダークロースト（50g）

## 味のバリエーション
- ブラックコーヒー（標準）
- ブラックコーヒー（マグサイズ）
- エスプレッソタイプ[注 6]
- カフェラッテ
- カプチーノ[注 7]

## CM出演者

### 現在の出演者
- （2023年10月現在該当なし）

### 過去の出演者
- 大和田美帆 - ネスカフェ ゴールドブレンド バリスタ（2013年2月 - 9月）
- 中川翔子 - ネスカフェ ゴールドブレンド バリスタ（2013年10月 - 2014年8月）
- 市川実日子 - ネスカフェ ゴールドブレンド バリスタ TAMA（2014年10月 - 2015年8月）
- 坂井宏行 - ネスカフェ ゴールドブレンド バリスタ TAMA（2015年10月 - 2016年8月） ※ 「ネスカフェ ゴールドブレンド コク深め」との統合CM
- 加藤あい - ネスカフェ ゴールドブレンド バリスタ i（2016年10月 - 2017年8月）
- ミルクボーイ - ネスカフェ ゴールドブレンド バリスタ 50、ネスカフェ ゴールドブレンド バリスタ W （2020年10月 - 2021年3月）※いずれもインターネット限定CMのみ
- TOKIO（城島茂・国分太一・松岡昌宏）ネスカフェ ゴールドブレンド バリスタ W （2021年10月 - 2023年8月）